# Animal play

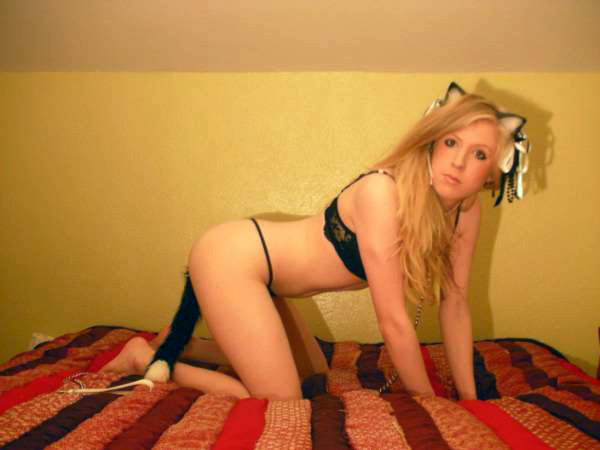
Dívka v roli kočky je příkladem kittenplay

Animal play či pet play je jednou z praktik BDSM. Jedná se o variantu hrátek role play, v níž je submisivní osoba se svým souhlasem uváděna do role zvířete. Animal play nemá nic společného se zneužíváním, nekonsensuálním ponižováním nebo zoofilií. Tak jako v tradičním BDSM zde hraje velkou roli vzájemná důvěra, úcta, odpovědnost a oboustranná partnerská shoda.
Podle druhu zvířete se rozlišují jednotlivé druhy animal play. Jde mimo jiné o:
- dogplay – jedna z osob je v roli psa,
- ponyplay – jedna z osob je v roli koně,
- kittenplay – jedna z osob je v roli kočky.